# Brigade du Cheikh Omar Hadid
La Brigade du Cheikh Omar Hadid (en arabe : لواء الشيخ عمر حديد) est un membre connu de l'État islamique, actif dans la bande de Gaza. Ses objectifs ont toujours correspondu à ceux de l'État islamique, en ce sens que le groupe vise à établir le califat d'al-Sham. En tant que tel, il s'oppose à toute forme de nationalisme palestinien tout en soutenant également la destruction de l'État d'Israël et l'élimination de tous les Juifs et autres "infidèles" ethno-religieux de la région. 
Le chef du groupe n'était pas connu avant que la police du Hamas ne perquisitionne le domicile de Yunis Hunnar le 2 juin 2015, accusé d'avoir dirigé le groupe récemment formé et abattu alors qu'il résistait à une arrestation. Le chef actuel est inconnu. 
Le groupe a été nommé d'après Omar Hadid, un insurgé d'origine irakienne qui était membre d'Al-Qaïda en Irak.

## Idéologie politique
Contrairement à la plupart des groupes islamistes des Territoires palestiniens, la Brigade du Cheikh Omar Hadid n'approuve pas le nationalisme palestinien,. L'idéologie géopolitique de la Brigade du Cheikh Omar Hadid peut donc être définie comme étant panislamiste. En d'autres termes, le groupe préconise (voir la page Wikipedia sur le panislamisme pour plus de détails): 
"...une forme de nationalisme religieux [qui] se distingue des autres idéologies pannationalistes, par exemple la panarabisme, en excluant la culture et l'ethnicité en tant que facteurs primaires de l'unification..."

## Émergence
La Brigade du Cheikh Omar Hadid est apparue pour la première fois du groupe Ansar Bait al-Maqdis, lié à Al-Qaeda (basé au Sinaï et à Gaza), de la même manière que l'État islamique (EI) est issue d'Al-Qaeda en Iraq (AQI). Le 10 novembre 2014, de nombreux membres d'Ansar Bait al Maqdis ont prêté serment d'allégeance au chef de l'EI, Abou Bakr al-Baghdadi, aboutissant à la création éventuelle de la Brigade du Cheikh Omar Hadid le 31 mai 2015. Au début de 2015, le Hamas a lancé une campagne de répression contre les membres de l'EI opérant dans la bande de Gaza, arrêtant des dizaines de personnes. Cela a peut-être incité les militants affiliés à l'EI ex-Ansar Bait al-Maqdis à s'organiser, ce qui a entraîné la création de la brigade à la fin du mois de mai cette année. 
La défaite humiliante du Hamas contre l'EI en avril 2015 lors de la bataille du camp de Yarmouk en Syrie, où plusieurs factions liées au Hamas qui contrôlaient le camp de réfugiés de Yarmouk étaient facilement envahies par l'EI ont également motivé la formation du groupe. Au cours de l'offensive, un haut responsable du Hamas, Cheikh Abu Salah Taha, a été décapité par les militants de l'EI,. Cet événement a peut-être eu une influence sur les islamistes des Territoires palestiniens, qui ne voyaient plus le Hamas comme une entité digne de leur soutien et qui voyaient plus un avenir pour l'EI. Les affiliés de l'EI dans les Territoires palestiniens ont peut-être utilisé cet événement à leur avantage, en recrutant un nombre suffisant d'islamistes pour former une organisation viable.

## Organisation et activité
Le groupe est réputé être une émanation indirecte d'Ansar Bait al Maqdis, absorbant la plupart de ses anciens membres basés à Gaza parmi d'autres islamistes, certains provenant du groupe de l'Armée de l'Islam et d'autres quittant le Hamas. Le 2 juin 2015, des militants islamistes ont revendiqué la responsabilité d'une attaque à la roquette lancée à la fin du mois de mai sur le centre d'Israël (depuis Gaza), et ont également revendiqué l'assassinat d'un haut commandant du Hamas (voir plus loin), au nom de la "Brigade du Cheikh Omar Hadid". C'était la première fois que les islamistes de Gaza, affiliés à l'État islamique, lancent une opération sous cette bannière, marquant le début de l'existence du groupe.
À la suite de la dissolution d'Ansar Bait al-Maqdis en novembre 2014, un autre groupe dérivé affilié à l'EI s'est indirectement formé en Égypte, connue sous le nom de Province du Sinaï ou Wilayat Sinaï, un groupe basé dans le Sinaï. Wilayat Sinaï est un allié connu de la Brigade du Cheikh Omar Hadid. On sait que les deux groupes se sont livrés des fournitures en contrebande de l'autre côté de la frontière entre l'Égypte et Gaza. Ces relations commerciales ont été sérieusement entravées durant l'été 2015, lorsque l'armée égyptienne a creusé une profonde tranchée le long de la frontière. 

## Désignation en tant qu'organisation terroriste
Le groupe étant une filiale connue de l'EI, toutes les désignations terroristes internationales attribuées à l'EI s'appliquent également à la Brigade du Cheikh Omar Hadid, celles-ci ayant été attribuées par: le Royaume-Uni, les États-Unis d'Amérique, l'Australie, le Canada, la Malaisie, l'Égypte, l'Inde, la Russie, le Kirghizistan, l'Émirats arabes unis, la Turquie, l'Arabie saoudite, et l'Indonésie (voir la page Wikipedia de l'État islamique pour plus de détails). 

## Opérations

### Implication dans les conflits civils palestiniens
- 31 mai 2015 - La première attaque officielle du groupe a été menée contre un commandant du Hamas, dans un attentat à la voiture piégée à Gaza. La cible a été tuée[21],[22].
- 26 juin 2015 - Le groupe a distribué des tracts autour de Jérusalem-Est contenant des menaces de mort à l'encontre de chrétiens arabes vivant en Cisjordanie[23].

### Implication dans les conflits israélo-palestiniens
- 3 juin 2015 - Deux attaques à la roquette ont été lancées contre Israël depuis Gaza, les deux ayant échoué. L'un atterrit dans le Néguev et l'autre atterrit près d'Ashkelon[24],[25].
- 11 juin 2015 - Une tentative d'attaque à la roquette visant Ashkelon a été effectuée depuis Gaza. La roquette n'a pas réussi à atteindre sa cible et a explosé à Gaza[26],[25].
- 16 juillet 2015 - Une attaque à la roquette effectuée depuis Gaza et visant Ashkelon a échoué. La roquette a explosé au-dessus d'un espace ouvert dans le ouest du Néguev[25].
- 26 août 2015 - Une autre attaque à la roquette similaire a échoué. La roquette a atterri entre une petite communauté israélienne et la barrière de sécurité frontalière[25],[27].
- 18 septembre 2015 - Deux roquettes ont été lancées lors d'une attaque contre des villes du sud d'Israël. La première roquette a atterri à Sderot, détruisant un bus et endommageant une résidence, sans faire de victimes. Le système Iron Dome a intercepté la deuxième roquette, tirée quelques heures plus tard, qui visait Ashkelon[28].
- 29 septembre 2015 - Deux attaques à la roquette distinctes visant Ashdod ont échoué. Les deux roquettes ont été interceptées par le système Iron Dome[29],[25].
- 26 octobre 2015 - Une attaque à la roquette en provenance de Gaza a échoué. La roquette a atterri en espace ouvert dans le ouest du Néguev[30],[25].